# Dugače
 Dugače  falu Horvátországban, Károlyváros megyében. Közigazgatásilag  Bosiljevóhoz tartozik.

## Fekvése
Károlyvárostól 20 km-re délnyugatra, községközpontjától 3 km-re északkeletre,  az A1-es autópálya mellett fekszik.

## Története
1857-ben 210, 1910-ben 146 lakosa volt. Trianon előtt Modrus-Fiume vármegye Vrbovskói járásához tartozott.  2011-ben 17-en lakták.

## Lakosság
| Lakosság változása | Lakosság változása | Lakosság változása | Lakosság változása | Lakosság változása | Lakosság változása | Lakosság változása | Lakosság változása | Lakosság változása | Lakosság változása | Lakosság változása | Lakosság változása | Lakosság változása | Lakosság változása | Lakosság változása | Lakosság változása |
| ------------------ | ------------------ | ------------------ | ------------------ | ------------------ | ------------------ | ------------------ | ------------------ | ------------------ | ------------------ | ------------------ | ------------------ | ------------------ | ------------------ | ------------------ | ------------------ |
| 1857               | 1869               | 1880               | 1890               | 1900               | 1910               | 1921               | 1931               | 1948               | 1953               | 1961               | 1971               | 1981               | 1991               | 2001               | 2011               |
| 210                | 185                | 179                | 179                | 173                | 146                | 155                | 156                | 128                | 108                | 110                | 68                 | 50                 | 71                 | 22                 | 17                 |